# Liam Garvey
Liam Garvey, född 2 januari 1973 i Chicago Heights, Illinois, är en amerikansk före detta professionell ishockeyspelare (back).
Liam spelade för Luleå HF i Elitserien slutet av säsongen 2002/03.